# Deathlike Silence Productions
Deathlike Silence Productions (DSP) a fost o casă de discuri independentă norvegiană înființată la Oslo în 1987 (inițial sub numele de Posercorpse Music). Asociată cu formațiile de black metal, DSP a sprijinit dezvoltarea scenei black metalului norvegian⁠(d) la începutul anilor 1990. Magazinul Helvete⁠(d) era sediul casei de discuri.

## Istorie
Casa de discuri a fost fondată în 1987 de Øystein Aarseth, cunoscut și sub numele de Euronymous. Acesta a gestionat compania până la uciderea sa în 1993. Denumirea este derivată din melodia „Deathlike Silence” a formației Sodom lansată pe albumul Obsessed by Cruelty în 1986.
La început, casa de discuri a încheiat contracte cu formații norvegiene, însă Aarseth și-a dorit încă din 1990 să înființeze o filială suedeză împreună cu Morgan Håkansson din Marduk, iar în ultimii ani a lansat și un album al formației japoneze Sigh⁠(d). Acesta lua în considerare să lanseze albume pentru formațiile Rotting Christ (Grecia), Masacre (Colombia) și Hadez (Peru) înainte de moartea sa.
Înainte de desființarea casei de discuri în 1994, era planificată lansarea albumului de debut In Absentia Christi al formației Monumentum⁠(d).Darkthrone amenințase casa de discuri Peaceville Records⁠(d) că își vor lansa cel de-al doilea album - A Blaze in the Northern Sky - prin intermediul Deathlike Silence dacă aceștia o vor face din cauza schimbării genului muzical. Voices of Wonder⁠(d) „a preluat Deathlike Silence Productions după moartea lui Euronymous”.

## Albume lansate
- Anti-Mosh 001: Merciless⁠(d) – The Awakening (1990)
- Anti-Mosh 002: Burzum – Burzum (1992)
- Anti-Mosh 003: Mayhem – Deathcrush (1993) [nb 1]
- Anti-Mosh 004: Abruptum⁠(d) – Obscuritatem Advoco Amplectére Me (1993)
- Anti-Mosh 005: Burzum – Aske (1993)
- Anti-Mosh 006: Mayhem – De Mysteriis Dom Sathanas (1994)
- Anti-Mosh 007: Sigh – Scorn Defeat (1993)
- Anti-Mosh 008: Enslaved – Vikingligr Veldi (1994)
- Anti-Mosh 009: Abruptum – In Umbra Malitiae Ambulabo, in Aeternum in Triumpho Tenebraum (1994)